# Кристалл (дом быта)
Дом быта «Кристалл» — здание в стиле советского модернизма в Невском районе Санкт-Петербурга, современный адрес — улица Седова, 37.
Здание было спроектировано в рамках разработанной мастерской Ленпроекта № 8 серии районных домов бытового обслуживания согласно идее XXIII съезда КПСС «превратить службу быта в крупную механизированную отрасль народного хозяйства, увеличить к 1970 году объём бытовых услуг, оказываемых населению, примерно в 2,5 раза», архитекторы — О. Голынкин, Я. Болотин, дом быта построен в 1968—1975. Здания домов быта должны были создавать условия для укрупнения и механизации бытовых услуг, а также привлекать посетителей комфортными условиями ожидания и видом. Они почти сплошь остеклены с использованием специально восстановленного производства стемалита в металлических переплётах.
Объём дома двухэтажной полудугой огибает сквер, на этой платформе, включающей пункты приёма и залы ожидания для посетителей, стоит одиннадцатиэтажная башня с производственными помещениями. Это самый крупный и сложный из проектов серии, самый крупный дом быта Ленинграда и СССР, единственный дом быта с собственным именем, данным из-за облицовки и близлежащего Стеклянного городка. Интерьеры нижнего блока, расположенные анфиладой, были тематически оформлены — например, зал заказа трикотажных изделий был оформлен имитирующими лёгкую тканевую структуру деревянными светло-жёлтыми панелями.
В современном здании, используемом как бизнес-центр, стемалитовая облицовка была заменена светло-серым стеклом в 2007 году.